# Komplexa system
Komplexa system är strukturer som innehåller många enheter som interagerar. Exempel är myrstackar, finansiella transaktionsstrukturer och mobiltelefonnät.